# El caçador de cocodrils
El caçador de cocodrils (anglès: The Crocodile Hunter) fou un programa documental televisiu conduït per Steve Irwin que tractava sobre tot tipus d'animals salvatges, principalment de cocodrils. En el moment de la seva estrena, fou la sèrie més reeixida d'Animal Planet fins aleshores.
Als Països Catalans fou emès per TV3 i el Canal 33 de Televisió de Catalunya fins pocs mesos abans de la mort del presentador.